# Amerigoniscus curvatus
Amerigoniscus curvatus är en kräftdjursart som beskrevs av Albert Vandel 1977. Amerigoniscus curvatus ingår i släktet Amerigoniscus och familjen Trichoniscidae. Inga underarter finns listade i Catalogue of Life.